# أميرة نويرة
أميرة نويرة أكاديمية مصرية ومترجمة وكاتبة عمود ومؤلفة. من مواليد 1950 حصلت على الدكتوراه في الأدب الإنجليزي من جامعة برمنغهام. شغلت منصب رئيس قسم اللغة الإنجليزية بجامعة الإسكندرية، وهي حاليًا أستاذة فخرية في الأدب الإنجليزي في نفس القسم هناك. لها منشورات كثيرة في مختلف المجالات بما في ذلك الأدب الإنجليزي والعربي والأدب المقارن وكتابة المرأة العربية وترجمتها.
في الآونة الأخيرة، ساهمت بقطع صحفية في الغارديان. بصرف النظر عن كتبها الخاصة، قامت نويرة أيضًا بترجمات، من العربية إلى الإنجليزية (علي بدر، طه حسين وآخرون) ومن الإنجليزية إلى العربية (سوزان باسنيت، راندا عبد الفتاح وآخرون).

## شهاداتها
حصلت أميرة على الليسانس عام 1971م من جامعة الإسكندرية كلية الآداب قسم اللغه الانجليزية بتقدير جيد جدا مع مرتبة الشرف ، وفي عام 1975م حصلت على ماجستير بتقدير امتياز، وفي عام 1979م حصلت على الدكتواره من المملكة المتحدة من جامعة برمنجهام بتقدير امتياز.

## مؤلفاتها

### كمؤلف / محرر
1. الإسلام والمساواة بين الجنسين والحداثة (مؤلف)
2. النشأة النسوية في بلاد المسلمين (مؤلف)
3. نساء يكتبن في أفريقيا: المنطقة الشمالية (محرر مشارك) عام 2009.

### كمترجم
1. زينة لنوال السعداوي (عربي إلى إنجليزي)
2. افذة زبيدة -إقبال قزويني (مترجم مشارك مع عزة الخولي، من العربية إلى الإنجليزية)
3. حارس التبغ لعلي بدر (من العربية إلى الإنجليزية)
4. مستقبل الثقافة في مصر لطه حسين (من العربية إلى الإنجليزية)
5. الأدب المقارن: مقدمة نقدية لسوزان باسنيت (من الإنجليزية إلى العربية)
6. حينما كان للشوارع أسماء بقلم راندا عبد الفتاح (مترجم مشارك مع نبيل نويرة، من الإنجليزية إلى العربية)
7. توطيد التي كتبها سلطان بن محمد القاسمي بلومزبري.
8. قرصان التي كتبها عبد العزيز إبراهيم آل محمود ( الناشر مؤسسة النشر بلومزبري قطر عام 2012)[4]
9. سنوات التوحيد: 1979-1987 لسلطان بن محمد القاسمي بلومزبري، 2013.[2]